# Condado de Henderson (Carolina del Norte)
El condado de Henderson (en inglés:  Henderson County, North Carolina), fundado en 1838, es uno de los 100 condados del estado estadounidense de Carolina del Norte. En el año 2000 tenía una población de 89 173 habitantes con densidad poblacional de 92 personas por km². La sede del condado es Hendersonville.

## Geografía
Según la Oficina del Censo, el condado tiene un área total de 971 km² (374,9 mi²), de la cual 969 km² (374,1 mi²) es tierra y 3 km² (1,2 mi²) es agua.

### Municipios
El condado se divide en ocho municipios: Municipio de Blue Ridge, Municipio de Clear Creek, Municipio de Crab Creek, Municipio de Edneyville, Municipio de Green River, Municipio de Hendersonville, Municipio de Hoopers Creek y Municipio de Mills River.

### Condados adyacentes
- Condado de Buncombe norte
- Condado de Haywood noroeste
- Condado de Rutherford noreste
- Condado de Polk este
- Condado de Greenville sur
- Condado de Transilvania oeste

### Área Nacional protegida
- Blue Ridge Parkway (parte)
- Sitio Histórico Nacional Inicio Carl Sandburg
- Bosque Nacional Pisga (parte)

## Demografía
En el 2000 la renta per cápita promedia del condado era de $43 013, y el ingreso promedio para una familia era de $44 974. El ingreso per cápita para el condado era de $33 500. En 2000 los hombres tenían un ingreso per cápita de $31 845 contra $23 978 para las mujeres. Alrededor del 9.70% de la población estaba bajo el umbral de pobreza nacional.

## Lugares

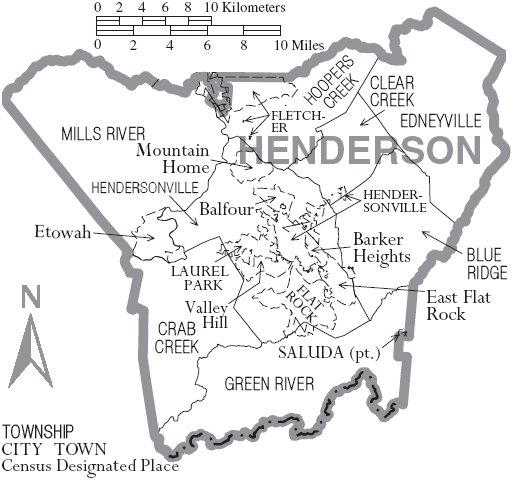
Mapa del Condado de Henderson con sus municipios

### Ciudades y pueblos
- Balfour
- Barker Heights
- Bat Cave
- Dana
- East Flat Rock
- Etowah
- Edneyville
- Flat Rock
- Fletcher
- Fruitland
- Gerton
- Hendersonville
- Horse Shoe
- Hoopers Creek
- Laurel Park
- Mills River
- Mountain Home
- Saluda
- Valley Hill